# خیلی کندی
«خیلی کندی» (به انگلیسی: YOU'RE TOO SLOW) سروده و خوانده‌شده توسط رپر و خوانندهٔ آمریکایی اودتاری می‌باشد که در ۲۹ مارس سال ۲۰۲۳ از سوی اودتاری رکوردز منتشر گردید و سپس در ۱۸ مهٔ سال ۲۰۲۳ مجدداً منتشر گردید. این ترانه در تیک‌تاک و دیگر رسانه‌های اجتماعی به محبوبیت بزرگی دست یافته‌است.

## آهنگسازی
«خیلی کندی» در گام مینور سی بمل با تمپو ۱۶۲ ضرب در دقیقه نوشته شده‌است.

## زمینه
«خیلی کندی» از شخصیت بازی ویدئویی سونیک خارپشت الهام گرفته و عنوان آن نیز به یکی از جملات معروف وی اشاره دارد. متن ترانه روحیهٔ رقابتی را منتقل می‌کند و در آن  تمایل به سریع بودن مانند سونیک پرداخته شده‌است. اودتاری در این ترانه با عبارات «Try and keep up with me now» و «Keep up, keep up» سرعت خود را به چالش می‌کشد.

## دست‌اندرکاران
اعتبارات از تیدال گرفته‌شده است.
- اودتاری – تهیه‌کننده
- طه احمد – آهنگساز، ترانه‌نویس

## فهرست ترانه‌ها
- دانلود دیجیتال/استریم[۱][۲]

1. «خیلی کندی» – ۱:۵۶

- خیلی کندی (همگام شو!)[۸][۹]

1. «خیلی کندی» (سریع شده) – ۱:۳۹
2. «خیلی کندی» (آهسته و ریورب شده) – ۲:۱۰

## جدول‌ها
| جدول (۲۰۲۳)                         | بالاترین جایگاه |
| ----------------------------------- | --------------- |
| US ترانه‌های رقص/الکترونیک (بیلبورد) | ۲۹              |